# Ronnie Quintarelli

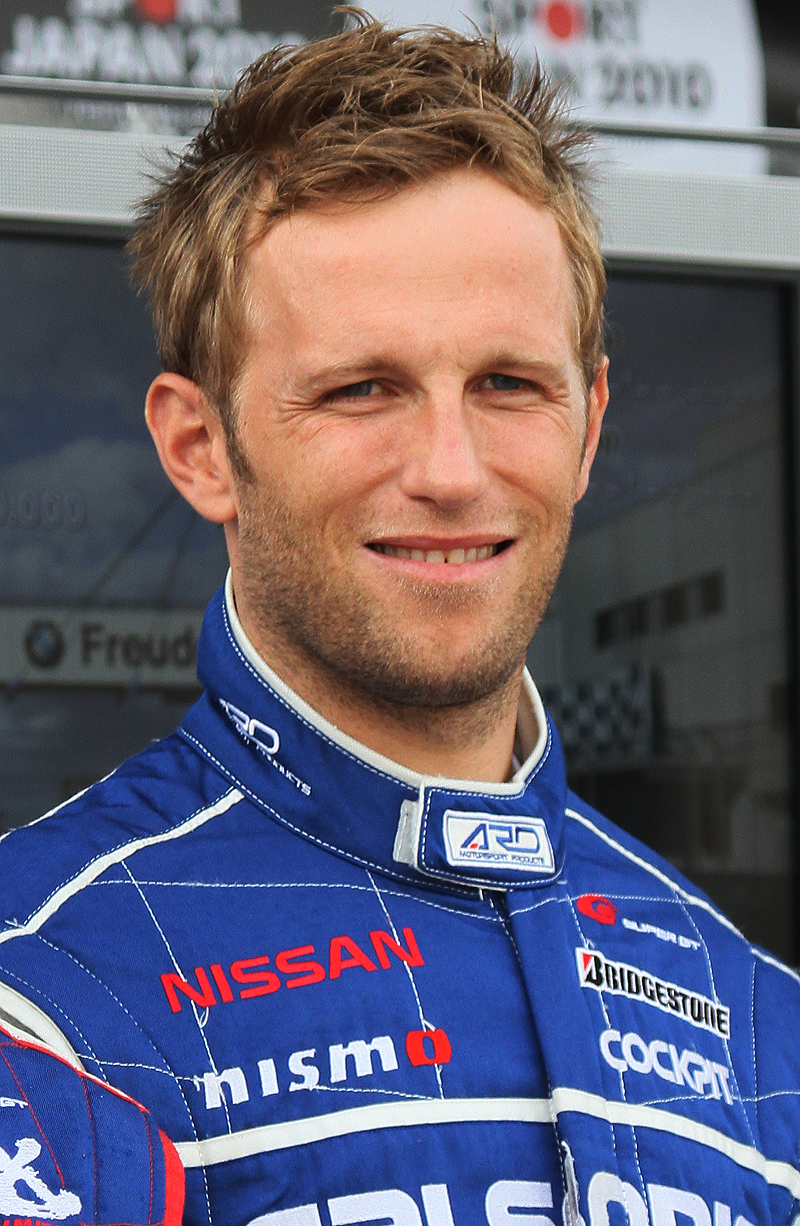
Ronnie Quintarelli 2010

Ronnie Quintarelli (* 9. August 1979 in Verona) ist ein italienischer Rennfahrer. 2004 gewann er die japanische Formel-3-Meisterschaft.

## Karriere
Quintarelli begann seine Motorsportkarriere 1990 im Kartsport, in dem er bis 1999 aktiv war. Auch später trat er zu einzelnen Kartrennen an. 2000 wechselte er in den Formelsport und wurde Dritter in der italienischen Formel Renault. 2001 trat er zwar erneut zu einem italienischen Formel-Renault-Rennen an. Am erfolgreichsten war der Italiener in dieser Saison aber im Formel Renault 2.0 Eurocup, in dem er mit einem Sieg den siebten Platz in der Fahrerwertung belegte. Außerdem startete er in der deutschen Formel-3-Meisterschaft und wurde 25. in der Gesamtwertung. 2002 ging er in der deutschen Formel Volkswagen an den Start und wurde mit vier Siegen Vizemeister.
2003 verließ der Rennfahrer Europa und wechselte zu Inging Motorsport in die japanische Formel-3-Meisterschaft. Er konnte zwar kein Rennen für sich entscheiden, dank zwölf Podest-Platzierungen wurde er aber dennoch Vizemeister hinter James Courtney. 2004 bestritt Quintarelli für Inging seine zweite Saison in der japanischen Formel 3. Mit acht Siegen gewann er die Meisterschaft.
2005 wechselte der Italiener in die Formel Nippon, in der er für Kondo Racing bei sechs Rennen antrat. Mit einem zweiten Platz als bestes Resultat belegte er den neunten Platz in der Fahrerwertung. Außerdem startete er in der Super GT, in der er 28. wurde. 2006 kehrte er zu Inging Motorsport zurück und bestritt seine zweite Saison in der Formel Nippon. Am Ende der Saison belegte er den zehnten Platz in der Meisterschaft. Außerdem nahm er an einem Rennen der Super GT teil und nahm für Spyker MF1 an Formel-1-Testfahrten teil. 2007 blieb Quintarelli bei Inging Motorsport und gewann in Mimasaka sein erstes Rennen in der Formel Nippon. Am Ende der Saison belegte er den siebten Gesamtrang, was seine bisher beste Platzierung in der Formel Nippon war. 2008 trat er erneut in der Formel Nippon an. Mit einem dritten Platz als bestes Resultat wurde er Neunter in der Formel Nippon. Nachdem er 2007 nur an drei Rennen der Super GT teilgenommen hatte, bestritt er 2008 parallel die Saison in der Super GT. Mit einem Sieg wurde er Zwölfter in der Meisterschaft.
2009 verließ Quintarelli die Formel Nippon und konzentrierte sich auf sein Engagement in der Super GT. Mit einem Sieg belegte er den siebten Gesamtrang. 2010 blieb er in der Super GT.

## Karrierestationen
- 1990–1999: Kartsport
- 2000: Italienische Formel Renault (Platz 3)
- 2001: Formel Renault 2.0 Eurocup (Platz 7); deutsche Formel-3-Meisterschaft (Platz 25)
- 2002: Deutsche Formel Volkswagen (Platz 2)
- 2003: Japanische Formel-3-Meisterschaft (Platz 2)
- 2004: Japanische Formel-3-Meisterschaft (Meister)
- 2005: Formel Nippon (Platz 9); Super GT (Platz 28)
- 2006: Formel Nippon (Platz 10); Super GT (Platz 24)
- 2006: Formel 1 (Testfahrer)
- 2007: Formel Nippon (Platz 7); Super GT (Platz 24)
- 2008: Formel Nippon (Platz 9); Super GT (Platz 12)
- 2009: Super GT (Platz 7)
- 2010: Super GT